# SN 2005Q
SN 2005Q – supernowa typu II odkryta 28 stycznia 2005 roku w galaktyce E244-G31. W momencie odkrycia miała maksymalną jasność 17,20m.